# Chimeddolgor Enkhtaivan
Chimeddolgor Enkhtaivan (en mongol : Чимэддолгор Энхтайван), née le 29 janvier 1993 est une joueuse mongole de basket-ball.

## Biographie
Elle est membre de l'équipe mongole de basket-ball à trois qui dispute les Jeux olympiques de Tokyo.